# Campeonato Mundial de Ginástica Artística de 2010 - Cavalo com alças masculino
A competição do cavalo com alças masculino do Campeonato Mundial de Ginástica Artística de 2010 teve sua final disputada no dia 23 de outubro. A qualificatória que definiu os ginastas finalistas foi disputada em 18 e 19 de outubro

## Medalhistas
| Ouro   | HUN Krisztián Berki       |
| Prata  | GBR Louis Smith           |
| Bronze | AUS Prashanth Sellathurai |

## Resultados

### Qualificatória
Esses são os resultados da qualificatória.
| Pos. | Ginasta                   | Total  | Nota |
| ---- | ------------------------- | ------ | ---- |
| 1    | HUN Krisztián Berki       | 15,900 | Q    |
| 2    | AUS Prashanth Sellathurai | 15,566 | Q    |
| 3    | FRA Cyril Tommasone       | 15,500 | Q    |
| 4    | CRO Filip Ude             | 15,500 | Q    |
| 5    | BEL Donna Donny Truyens   | 15,416 | Q    |
| 6    | SLO Saso Bertoncelj       | 15,400 | Q    |
| 7    | ARM Harutyum Merdinyan    | 15,333 | Q    |
| 8    | GBR Louis Smith           | 15,300 | Q    |
| 9    | CRO Robert Seligman       | 15,200 | R    |
| 10   | JPN Tatsuki Nakashima     | 15,166 | R    |
| 11   | ITA Alberto Busnari       | 15,166 | R    |

- Q - qualificado para a final
- R - reserva

### Final
Esses são os resultados da final.
| Pos. | Ginasta                   | Nota D | Nota E | Pen. | Total  |
| ---- | ------------------------- | ------ | ------ | ---- | ------ |
|      | HUN Krisztián Berki       | 6,700  | 9,133  |      | 15,833 |
|      | GBR Louis Smith           | 6,900  | 8,833  |      | 15,733 |
|      | AUS Prashanth Sellathurai | 6,600  | 8,966  |      | 15,566 |
| 4    | FRA Cyril Tommasone       | 6,500  | 8,933  |      | 15,433 |
| 5    | CRO Filip Ude             | 6,300  | 9,016  |      | 15,316 |
| 6    | ARM Harutyum Merdinyan    | 6,400  | 8,766  |      | 15,166 |
| 7    | BEL Donna Donny Truyens   | 5,600  | 8,533  |      | 14,133 |
| 8    | SLO Saso Bertoncelj       | 6,200  | 7,733  |      | 13,933 |